# Герб на Република Алтай
Държавният герб на Република Алтай е утвърден на 6 октомври 1993 г., явява се символ на държавния сувернитет, изразява историческите традиции и особености на населението.
Държавният герб представлява син кръг обрамчен със златен кант. Синият цвят на кръга символизира вечно синято алтайско небе. На синия фон са изобразени:
- в горната част на герба – стилизиран триглав връх, който изобразява една от най-високите планини в Централна Азия – Белухи-Юч Сюмер.
- в центъра на герба – грифонът Кан Кереде с глава и криле на птица и тяло на лъв, олицетворява свещената слънчева птица, която носи мир, щастие, богатство на родната земя и е покровител на природата.
- в долната част на герба – стилизирано са изобразени двете най-големи реки в Алтай – Бия и Катун с притоците им, триножник – символ на родния дом и под него стилизирано изображение на езерото Алтъ кел.